# Малиновский, Николай Платонович
Никола́й Плато́нович Малино́вский (1861—1917) — священник Православной российской церкви, протоиерей, богослов. Автор учебников для духовных и светских учебных заведений по догматике и «Закону Божию».

## Биография
Родился 18 (30) ноября 1861 года в селе Рабанга на границе Вологодского и Кадниковского уездов Вологодской губернии в семье священника.
В 1881 году окончил Вологодскую духовную семинарию, в 1885 год — Московскую духовную академию.
С 19 октября 1885 года — преподавал в Харьковской духовной семинарии. В 1888—1892 годах был законоучителем старших классов Харьковского реального училища и 2-й женской гимназии.
С 4 февраля 1894 года — инспектор Ставропольской духовной семинарии.
В 1902—1906 годах — ректор Каменец-Подольской духовной семинарии. В 1904 году удостоен степени магистра богословия за диссертацию: «Православное догматическое богословие».
В 1906—1916 годах — ректор Вологодской духовной семинарии. С 19 октября 1916 года — на покое.
Скончался 28 января (10 февраля) 1917 года «от склероза сердца».

## Труды
- К вопросу о религиозном образовании в наших светских учебных заведениях (СПб., 1894)
- «Индульгенции и таксы непогрешимых пап за грехи» (1905).
- «Владимирская церковь в г. Вологде» (1905).
- «О таинствах, как средствах освящения человека» (1908).
- «Православное догматическое богословие»: В 4-х т. — Сергиев Посад, 1895 (т. 1), 1910 (т. 2); 1903; 1904; 1909; (к Ш и IV тт. имеются критические «Замечания и поправки» проф. архим. Илариона (Троицкого)).
- «Очерк православного догматического богословия»: В 2-х вып. — Каменец-Подольск, 1904, 1906; 2-е изд. — Сергиев Посад, 1911, 1912, 1914.
- «Очерк православно-христианского вероучения с изложением предварительных понятий о религии и откровении вообще и обзором вероисповедных особенностей римской церкви и протестантства». — Сергиев Посад, 1912.